# Hippopsicon clarkei
Hippopsicon clarkei es una especie de escarabajo del género Hippopsicon, familia Cerambycidae.

## Historia
Fue descrita científicamente por primera vez en el año 1976 por Breuning.